# 羅莎莉·洛佩兹
羅莎莉·M·C·洛佩兹（葡萄牙語：Rosaly M. C. Lopes，1957年1月8日—），出生於巴西里約熱內盧，為一名行星地理學家、火山學家、教育倡導者以及作家，著有諸多科學期刊文章與書籍。她主要研究行星以及陸地表面的演進過程，尤其關注在火山部分。

## 生平及科學職涯
洛佩兹早年成長於里約熱內盧伊帕內瑪。1975年，她受到美國太空總署法蘭絲·諾斯卡特的啟發而移居倫敦，於倫敦大學攻讀天文學，並於1978年畢業時獲得天文學榮譽學位。她在大學最後一個學期時，開始和約翰·蓋斯特帶領行星科學課程，而在3個星期過後，埃特納火山爆發了；此時洛佩兹決定轉攻地球以及太空中的火山研究。
洛佩兹在攻讀博士學位期間，特別專攻行星地理學與火山學，並於1986年以地球與火星的火山比較論文獲得哲學博士學位。此時她曾造訪往各個活火山，並成為英國火山噴發監測小組的成員。洛佩兹首次於1979年監測西西里島的埃特納火山。
後來洛佩兹在英國格林尼治舊皇家天文台擔任現代天文學館長和天文學副主任，開始了她的博士後研究生涯。1989年，她作為客座研究員，於義大利那不勒斯進行維蘇威火山的危害測繪。

## 重要著作
- Lopes-Gautier, Rosaly. . Haraldur Sigurdsson; Bruce Houghton; Hazel Rymer; John Stix; Steve McNutt  (编). . San Diego, CA: Academic Press（英语：Academic Press）. 2000: 709–726  [2019-07-10]. ISBN 978-0-12-643140-7. （原始内容存档于2016-05-01）.
- Lopes, Rosaly M.C.; Gregg, Tracy K.P. . Springer / Praxis. 2004: 236. ISBN 3-540-00431-9.
- Lopes, Rosaly M.C. . Cambridge University Press. 2005: 362. ISBN 0-521-55453-5.
- Lopes, Rosaly M.C.; Spencer, John R. . Springer / Praxis. 2006: 342. ISBN 3-540-34681-3.
- Lopes, Rosaly M.C.; Carroll, Michael. . Johns Hopkins University Press. 2008: 152. ISBN 978-0-8018-8673-7.
- Lopes, Rosaly. . Oneworld Publications（英语：Oneworld Publications）. 2011: 168. ISBN 978-1-8516-8725-1.
- Lopes, Rosaly M. C.; Fagents, Sarah A; Gregg, Tracy K. P. . Cambridge University Press. 2013: 431. ISBN 978-0-5218-9543-9.
- Lopes, Rosaly; Carroll, Michael. . Springer. 2013: 200. ISBN 978-1-4614-7472-2.

## 多媒體影像
洛佩兹曾參與過的紀錄片與電視影集包含：
- 歷史頻道「Prehistoric Megastorms（英语：Prehistoric Megastorms）」（2008年）；
- 歷史頻道「The Universe」系列的「Search for E.T.」（2007年8月）；
- 公共廣播電視公司「Wired Science」中火山部分的訪談（2007年10月）；
- 探索頻道「Titan: Rendezvous with Saturn's Moon」（2007年5月更新版）；
- 國家地理頻道「Naked Science: Deadliest Planets」（2006年12月）；
- 歷史頻道「Inside the Volcano」（2006年12月）；
- 探索頻道「Rewind 2006」（2006年的科學故事，2006年12月）；
- 國家地理頻道「Hollywood Science: Forces of Nature」（2006年4月）；
- 夜線「Galileo」（2003年9月）；
- 探索頻道「Planet Storm」（2001年）；
- 探索頻道「95 Worlds and Counting」（2001年）。